# Fantom (medycyna)

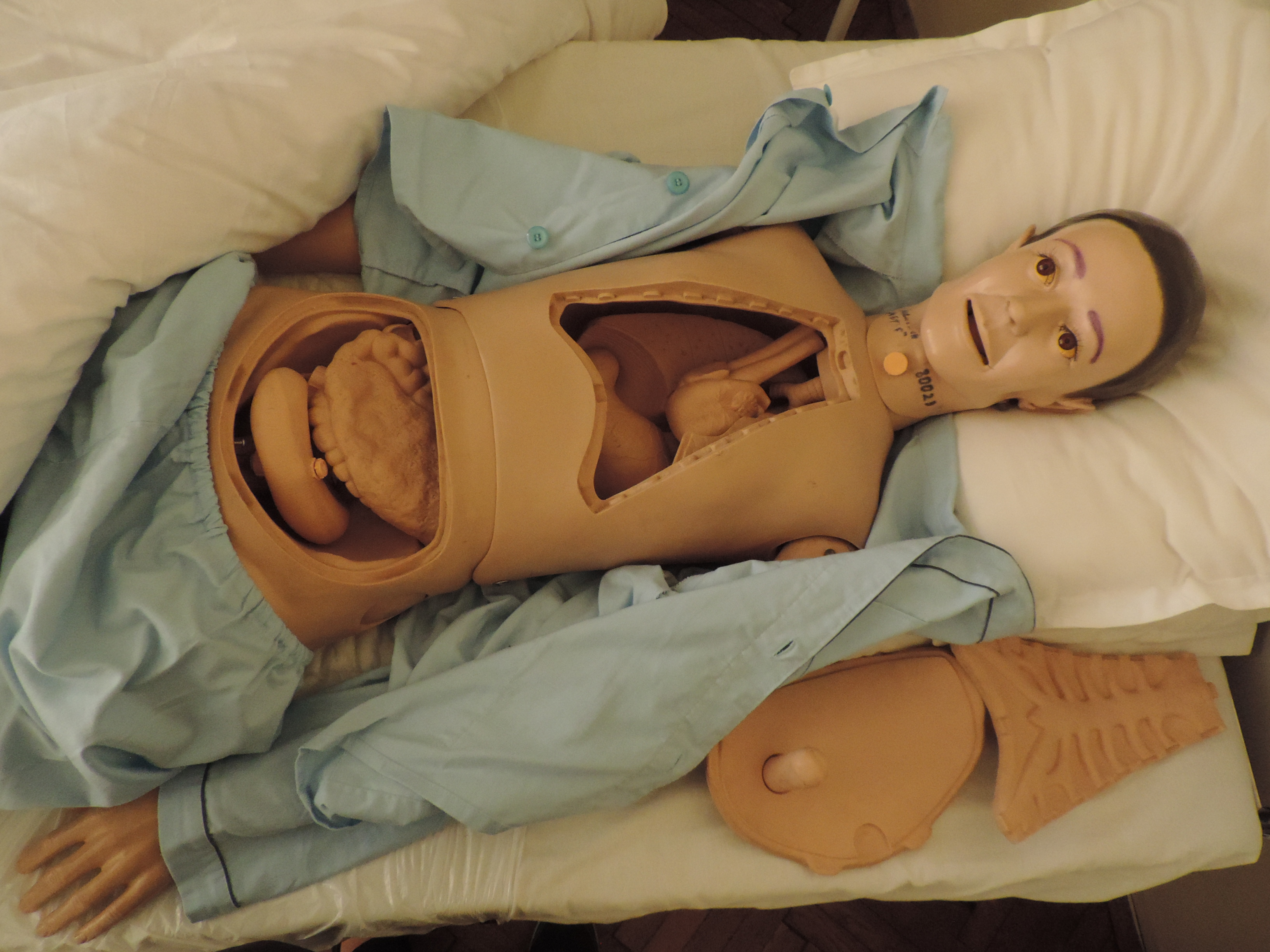
Fantom

Fantom – w medycynie model części lub całego ciała ludzkiego, zwykle naturalnej wielkości, używany do demonstracji anatomii lub do ćwiczeń w wykonywaniu zabiegów chirurgicznych, położniczych i w udzielaniu pierwszej pomocy.
W radiologii, model taki jest wykonany z materiałów, które pochłaniają promieniowanie jonizujące podobnie do żywej tkanki, np. woda, ryż, trociny, wosk, parafina, masa papierowa.